# Autoridad Portuaria de Las Palmas
La Autoridad Portuaria de Las Palmas es una de las 28 Autoridades Portuarias pertenecientes a Puertos del Estado y que gestiona 5 puertos de la provincia de Las Palmas, Islas Canarias. La sede central se encuentra en Las Palmas de Gran Canaria. Su presidente es Luis Ángel Ibarra Betancort, en el cargo desde septiembre de 2019.

## Historia
La Autoridad Portuaria de Las Palmas surgió gracias al desarrollo del puerto de Las Palmas de Gran Canaria. La Bahía de Las Palmas de Gran Canaria fue utilizada durante muchos años como puerto natural gracias a su privilegiada situación y al abrigo natural que proporcionaba, pero el primer puerto construido en Las Palmas de Gran Canaria fue el muelle de San Telmo, donde se encuentra el actual Parque de San Telmo, Triana. Su mala ubicación, debido a la confrontación de distintas corrientes en esta zona de la ciudad propició que se llevara a cabo el sueño del ministro de Ultramar, Fernando León y Castillo, inaugurándose las nuevas instalaciones portuarias el 23 de febrero de 1883 en la Bahía de Las Palmas de Gran Canaria que se había seguido usando como puerto natural pesquero.
La privilegiada situación del puerto y de la isla de Gran Canaria, situada en la ruta de 3 continentes, África, América y Europa, y las ricas pesquerías del Banco Canario-Sahariano propiciaron un fuerte desarrollo del mismo, convirtiéndose desde hace cinco siglos en la base tradicional de escala y avituallamiento de buques en su paso por el Atlántico Medio.

## Puertos
- Puerto de la Luz y de Las Palmas, situado en el municipio de Las Palmas de Gran Canaria, Gran Canaria
- Puerto de Arinaga, en el municipio de Agüimes, Gran Canaria.
- Puerto de Salinetas, en el municipio de Telde, Gran Canaria.
- Puerto de Arrecife, en Arrecife, Lanzarote.
- Puerto de Puerto del Rosario, en Puerto del Rosario, Fuerteventura.